# Da Diarra
Da Diarra, ou Da Monzon Diarra était un roi du Royaume bambara de Ségou. Fils de Monzon Diarra, il règne de 1808 à 1827. Il apparaît dans l'épopée bambara de Ségou où il a une place importante.

## Biographie
Il n'étend pas le Royaume autant que son père, mais consolide les acquis et affermit le pouvoir de Ségou. Il résiste à l’Empire peul du Macina de Sékou Amadou qui a lancé une guerre sainte contre les animistes. Son frère Tiéfolo Diarra lui succède.

## Synopsis
L'épopée suit l'histoire du royaume bambara de Ségou à travers leur dynastie régnante, les Diarra, dont le fondateur est Ngolo Diarra, qui a pour fils Monzon Diarra. Da Monzon Diarra, petit-fils de Ngolo Diarra, tient une place importante dans l'épopée, en particulier pour le siège qu'il livre à la ville ennemie de Dionkoloni, ville du royaume bambara du Kaarta, où règne le roi Marihéri.Il conquit la ville de Samanyana sous l'autorité du puissant magicien peul Bassi Diakité.
Da avait comme griot Tientiguiba Danté qui est son conseiller le plus célèbre de Ségou[réf. nécessaire].
Il apparaît dans l'épopée de Bakaridjan Koné, son chef de guerre, qui triompha sur l'invisible Bilissi. Bilissi était la terreur de Ségou, mais Bakaridjan libéra le royaume de sa terreur[réf. nécessaire].

## Postérité et évocations dans les arts
Da Monzon Diarra apparaît régulièrement dans les épopées ouest-africaines de tradition orale. Il est l'un des principaux héros de l'épopée bambara de Ségou, qui relate l'histoire du royaume de Ségou. Il apparaît également, cette fois en tant qu'adversaire des héros, dans l'épopée de Silâmaka et Poullôri, qui a pour personnages principaux deux guerriers peuls résistant à l'autorité de Da Monzon sur la région de Macina (au Mali).
La prise de pouvoir et le règne de Da Monzon Diarra ont fait l'objet d'une adaptation cinématographique en 2010 : "Da Monzon, la conquête de Samanyana" réalisé par Sidy Fassara Diabaté. Le film a obtenu le prix du meilleur décor ainsi que le prix de l'UEMOA lors de l'édition 2011 du Fespaco.